# 制御車
制御車（せいぎょしゃ）とは、主として動力分散方式の鉄道車両において、運転席を有する車両のことであるが、制御車のうち電動車であるものは制御電動車と称し、制御車は動力をもたない車両のみを指す場合もある。
本項では、制御電動車も含めて制御車として記述するものとし、動力のない制御車を区別する必要のあるときは、「制御付随車」と記述する。

## 解説

### 制御車の配置
動力分散方式の車両では、一般に編成を転回しないでそのまま折り返し運転を行うことから、編成の両側に制御車を配置するのが一般的である。そのため、制御車のことを先頭車とも呼ぶ。
また、機関車と客車による動力集中方式の列車においても、最後尾に制御付随車を連結し、折り返し運転時に先頭となるその制御付随車より機関車を遠隔操作してプッシュプル運転を行うのもある。
欧州諸国では最高時速200 kmまでの車両において制御付随車が広く用いられており、制御付随車の運転台より後部は客室もしくは荷物室とされることが多い。
米国ではこの方式は20世紀半ばにシカゴ・ノースウェスタン鉄道の通勤列車用客車を嚆矢として全米の通勤路線に広まり、20世紀後半にはアムトラックの一部の中近距離列車でも、古くなった電車（メトロライナー）や機関車 (F40PH) を無動力化改造して制御付随車として用いるもの、あるいは新造客車（カリフォルニア・カー）を制御車として使用するものが見られるようになった。
一方、日本では営業運転速度の低い観光用のトロッコ列車に使われることがある程度であり、動力集中方式の列車での制御付随車は普及していない。

### 制御車の種類と記号
制御付随車の記号は付随車（T）にc（=controllerの略）を付加しTcとされるのが一般的であり、同様に制御電動車はMcとしている。事業者によっては、CT・CMを用いるところもある（東京地下鉄など）。また、日本においては、制御付随車は「ク」と称されることが多い。同様に制御電動車はJR（および1959年以降の国鉄）では「クモ」の記号で称されるが、大多数の私鉄（および1959年以前の国鉄）では制御電動車と中間電動車を区別せず「モ」「デ」と称する（「デ」は国鉄でも昭和初期まで用いられていた）。気動車も動力車の制御車は中間車と区別せずに「キ」と呼称し、制御付随車の場合のみ「キク」と称される。
また、編成を組む前提の場合、両端部以外には運転台は必要ないので運転席は車両の片側にだけ設けるのが一般的になり、これを片運転台車（両側にある場合は「両運転台車」）と呼ぶ。両運転台車と片運転台車を区別する場合、近年は両運転台車にcMc（動力車の場合）の記号が用いられることがある。
制御付随車の場合は電動車との編成を組まないと走れないので片運転台車が多いが、まれに両運転台の制御付随車も存在する。（製造時点で両運制御付随車だった例として帝都電鉄クハ250などがある。）
交流・交直流電車では、床下機器配置の都合で付随車にパンタグラフを装備するケースが散見されるが、制御付随車でも同様に見られ、この場合の記号はTAcあるいはTpcとされる。

### 貫通型と非貫通型
制御車には正面に貫通扉（貫通路）を備える貫通形と、貫通扉のない非貫通形がある。貫通形は運転席が狭くなる欠点があるが、他の編成と連結したときに、幌を用いて編成間で乗務員や乗客の行き来が可能となる。ラッシュ時と閑散時間帯、および、運転区間内での段落ちなどの需要変動に対応するための増解結や、出発地や行き先が異なる複数編成の併結運転を行うことの多い系列は貫通形を採用していることが多い。
また、貫通形制御車には非常時のみ貫通となる車両もある。日本の地下鉄およびそれに準じる路線では、規則により編成をすべて貫通構造とし、編成の前後に非常用の出入り口を確保することが定められている。ただし、非常時のみ貫通構造であればよいため、幌を備えておらず、平常時は編成間の行き来ができないこともある。このタイプは地下鉄路線の制御車に多く見られるほか、地下鉄乗り入れを行わない大手私鉄の車両や、JR東日本E217系電車（6次車以前）、西日本旅客鉄道（JR西日本）の在来線車両の多くにも採用例がある。
これらの違いは外観に異なる印象を与える。一般に貫通形はオーソドックスなデザインとなり、逆に非貫通形はデザインの自由度が高く、流線形の制御車は大半が非貫通形を採用している。非常時貫通形は貫通扉にプラグドアを採用する例も多く、非貫通形と同様のすっきりした外観が得られるほか、運転台のスペースを十分に確保し、貫通扉をオフセット配置とした例もある。

### 制御車の設備
制御車は運転席を備えるが、多くは客室から仕切られた運転室となっており、後尾車となるときは車掌が乗務する車掌室となることが多い。したがって、運転設備のほか、車掌業務に使われる放送設備や扉開閉スイッチを備える。また、車両を留置する際の手ブレーキ装置を備えるのが一般的である。
このほか、他編成との併結時に使用するジャンパケーブルを収納しておくためのジャンパ栓受を備える車両もある。近年ではジャンパ栓接続を省力化するため、連結器下部に電気連結器を装備し、連結と同時に電気的な接続を完了するものが多い。

### 制御車の方向
電車の編成では、片側に制御関係の引き通しを装備するため、制御車同士を向かい合わせに連結しようとすると、ジャンパ栓や電気連結器の配置が180度逆転することになる。このようなケースに備え、ジャンパ栓を両側に装備した両渡り車として両方向兼用としたり、向きによって電気配線等を変えて連結方向を固定（片渡り車）したりする。これに関して日本国有鉄道・JRでは奇数向き・偶数向きと称して分類しており、奇数向きは東海道本線基準で上り東京方に、偶数向きは、同じく下り神戸方にあたり、他線区でもこれにしたがって方向が決められている（おおむね奇数向きが東・北方向、偶数向きが西・南方向）。そして一般に奇数向き・偶数向きは車両番号や形式の末尾の数字、番台区分により区分され、偶数向き制御付随車にはTc'（ダッシュ・プライム）の記号が用いられる。また、編成の組み替えにより向きを変える必要のある場合には、一般に方向転換改造工事（方転）が必要となる。